# Aldo Haïk
Pour les articles homonymes, voir Haïk.
Aldo Haïk, né le 19 octobre 1952 à Tunis, est un joueur d'échecs français, maître international depuis 1977.

## Biographie
Haïk vit en France depuis son plus jeune âge. Il est le deuxième joueur français, après André Muffang, à obtenir le titre de maître international, en 1977, et devient champion de France à deux reprises (1972 et 1983). Il est l'auteur de plusieurs livres d'échecs, dont les Échecs spectaculaires, et d'une revue mensuelle d'échecs. Il est rédacteur de la rubrique « échecs » du journal Le Figaro jusqu'à sa suppression fin 2011.

## Livres
- Les Échecs, 4 tournois pour un titre, Un jeune français maître international, Aldo Haïk, Hatier, 1978
- Le Jeu d'échecs, c'est facile, Albin Michel, 1982  (ISBN 978-2-226-01313-2)
- Les Échecs spectaculaires: 150 chefs-d'œuvre de l'histoire des échecs; Parties, études, problèmes, Albin Michel, 1984  (ISBN 2-226-01965-0)

## Revue
- Collectif, avec notamment Nicolas Giffard, Q.I. SPECIAL ECHECS, plus de 300 numéros en format cartonné de 8 pages proposant notamment des problèmes de mat en 1 et mat en 2, quelques problèmes plus poussés et quelques informations sur l'actualité échiquéenne.